# Kanton Senlis
Senlis is een kanton van het Franse departement Oise. Het kanton maakt deel uit van het arrondissement Senlis.

## Gemeenten
Het kanton Senlis omvat sinds de herindeling van de kantons bij decreet van 20 februari 2014, met uitwerking op 22  maart 2015, de volgende gemeenten:
- Aumont-en-Halatte
- Avilly-Saint-Léonard
- Chamant
- La Chapelle-en-Serval
- Courteuil
- Fleurines
- Mont-l'Évêque
- Mortefontaine
- Orry-la-Ville
- Plailly
- Pontarmé
- Senlis (hoofdplaats)
- Thiers-sur-Thève
- Vineuil-Saint-Firmin

Tot 2014 behoorden volgende 4 gemeenten ook bij dit kanton :
- Barbery
- Montépilloy
- Ognon
- Villers-Saint-Frambourg

Terwijl Fleurines er toen niet bij was. 